# Yance Ford
Yance Ford é um cineasta e produtor estadunidense. Foi indicado ao Oscar de melhor documentário de longa-metragem na edição de 2018 por Strong Island, sendo o primeiro homem transgênero indicado à premiação, em qualquer categoria.